# Trond Fredriksen
Trond Fredriksen (Ålesund, 21 maggio 1977) è un allenatore di calcio ed ex calciatore norvegese, di ruolo centrocampista.

## Carriera

### Giocatore

#### Club
Fredriksen ha trascorso tutta la sua carriera professionistica con la maglia dell'Aalesund. Ha debuttato in prima squadra, nella 1. divisjon, il 22 aprile 2001, sostituendo Tor Hogne Aarøy nei minuti finali del pareggio per 3-3 in casa del Sandefjord. Il 6 maggio 2001 è stato schierato per la prima volta titolare in campionato, in un altro pareggio in trasferta: questa volta, infatti, l'Aalesund non è andato oltre l'1-1 contro il Tromsdalen. Il 24 maggio dello stesso anno, ha segnato una rete nella sconfitta per 5-3 dell'Aalesund contro l'Haugesund, realizzando il momentaneo 4-2. L'anno successivo, la sua squadra ha conquistato la promozione in Eliteserien, anche grazie all'apporto di Fredriksen.
Il 13 aprile 2003 ha così potuto esordire nella massima divisione norvegese, sebbene il risultato non sia stato a favore dell'Aalesund, sconfitto infatti davanti ai propri tifosi per 2-3 dal Tromsø: Fredriksen ha offerto l'assist per la rete di Amund Skiri. Il 1º novembre 2003, ha siglato la prima marcatura per l'Aalesund nell'Eliteserien, nel 2-0 casalingo sul Bryne. Al termine della stagione, però, la sua squadra è retrocessa nuovamente nella 1. divisjon. Fredriksen è comunque rimasto all'Aalesund, contribuendo alla promozione del 2004 e non lasciando il club neanche dopo la retrocessione del 2005. L'anno seguente, a seguito di un nuovo avanzamento di categoria, l'Aalesund è tornato nell'Eliteserien. Fredriksen ha contribuito anche alla vincente scalata della sua squadra verso il successo nel Norgesmesterskapet 2009: è stato schierato titolare anche nella finale della competizione contro il Molde, ma è stato sostituito da Demar Phillips nel corso del primo tempo supplementare. La sua squadra ha vinto il trofeo ai tiri di rigore.
A seguito di questo successo, l'Aalesund si è qualificato per l'Europa League 2010-2011: Fredriksen ha così esordito in una competizione europea il 29 luglio 2010, sostituendo Peter Orry Larsen nel corso del secondo tempo del terzo turno di qualificazione contro il Motherwell, in un incontro terminato 1-1. L'Aalesund è stato però eliminato in virtù del risultato del ritorno, conclusosi 3-0 in favore degli scozzesi. Al termine dell'Eliteserien 2010, è scaduto il suo contratto ed è rimasto svincolato, ritirandosi così dall'attività agonistica.

### Allenatore
Il 28 aprile 2015 è stato nominato nuovo allenatore dell'Aalesund, ad interim: ha preso il posto dell'esonerato Harald Aabrekk. Il 30 ottobre 2015, l'Aalesund ha annunciato che Fredriksen sarebbe rimasto permanentemente come allenatore della squadra, a cui si è legato con un contratto triennale.
L'Aalesund ha chiuso il campionato 2017 al 15º posto finale, retrocedendo pertanto in 1. divisjon. Arrivata a pari punti con il Sogndal, la squadra è stata condannata dalla peggior differenza reti.
Il 12 dicembre 2017, Fredriksen è stato sollevato dall'incarico di allenatore dell'Aalesund, col club che ha però chiarito di volerlo mantenere in società, in un ruolo non definito.
Il 7 dicembre 2018 è stato nominato nuovo tecnico dell'Ullensaker/Kisa, a cui si è legato con un contratto triennale. L'11 gennaio 2021, le parti hanno deciso di interrompere il loro rapporto con un anno di anticipo sulla naturale scadenza del contratto.

## Statistiche

### Presenze e reti nei club
| Stagione        | Club            | Campionato      | Campionato | Campionato | Coppe nazionali | Coppe nazionali | Coppe nazionali | Coppe continentali | Coppe continentali | Coppe continentali | Supercoppe | Supercoppe | Supercoppe | Totale | Totale |
| Stagione        | Club            | Comp            | Pres       | Reti       | Comp            | Pres            | Reti            | Comp               | Pres               | Reti               | Comp       | Pres       | Reti       | Pres   | Reti   |
| --------------- | --------------- | --------------- | ---------- | ---------- | --------------- | --------------- | --------------- | ------------------ | ------------------ | ------------------ | ---------- | ---------- | ---------- | ------ | ------ |
| 1998            | Aalesund        | 1D              | 9          | 0          | CN              | ?               | ?               | -                  | -                  | -                  | -          | -          | -          | 9+     | 0+     |
| 1999            | Aalesund        | 2D              | ?          | ?          | CN              | ?               | ?               | -                  | -                  | -                  | -          | -          | -          | ?      | ?      |
| 2000            | Aalesund        | 2D              | ?          | ?          | CN              | ?               | ?               | -                  | -                  | -                  | -          | -          | -          | ?      | ?      |
| 2001            | Aalesund        | 1D              | 27         | 4          | CN              | 3               | 1               | -                  | -                  | -                  | -          | -          | -          | 30     | 5      |
| 2002            | Aalesund        | 1D              | 29         | 8          | CN              | 5               | 1               | -                  | -                  | -                  | -          | -          | -          | 34     | 9      |
| 2003            | Aalesund        | ES              | 24         | 1          | CN              | 4               | 0               | -                  | -                  | -                  | -          | -          | -          | 28     | 1      |
| 2004            | Aalesund        | 1D              | 29         | 1          | CN              | ?               | ?               | -                  | -                  | -                  | -          | -          | -          | 31+    | 1+     |
| 2005            | Aalesund        | ES              | 24         | 1          | CN              | ?               | ?               | -                  | -                  | -                  | -          | -          | -          | 24+    | 1+     |
| 2006            | Aalesund        | 1D              | 28         | 3          | CN              | 3               | 1               | -                  | -                  | -                  | -          | -          | -          | 31     | 4      |
| 2007            | Aalesund        | ES              | 24         | 1          | CN              | 4               | 0               | -                  | -                  | -                  | -          | -          | -          | 28     | 1      |
| 2008            | Aalesund        | ES              | 20+2       | 1+0        | CN              | 3               | 0               | -                  | -                  | -                  | -          | -          | -          | 25     | 1      |
| 2009            | Aalesund        | ES              | 16         | 0          | CN              | 7               | 0               | -                  | -                  | -                  | -          | -          | -          | 23     | 0      |
| 2010            | Aalesund        | ES              | 14         | 1          | CN              | 1               | 1               | UEL                | 2                  | 0                  | SN         | -          | -          | 17     | 2      |
| Totale Aalesund | Totale Aalesund | Totale Aalesund | 244+2+     | 21+0+      |                 | 30+             | 4+              |                    | 2                  | 0                  |            | -          | -          | 278+   | 25+    |
| Totale          | Totale          | Totale          | 244+2+     | 21+0+      |                 | 30+             | 4+              |                    | 2                  | 0                  |            | -          | -          | 278+   | 25+    |

## Palmarès

### Giocatore

#### Club

##### Competizioni nazionali
- Coppa di Norvegia: 1

Aalesund: 2009